# Delfi
Delfi – portal informacyjny działający w krajach bałtyckich.
Został założony w 1999 roku, a w 2007 roku został przejęty przez estońską grupę Ekspress Group.
Portal stworzyli Rainer Nõlvak i Hanno Haamer, właściciele firmy MicroLink Baltic z Tallina, wspierani przez komputerowych zapaleńców Allana Martinsona i Allana Sombri. Oficjalna inauguracja Delfi nastąpiła 23 listopada 1999 o godzinie 10:30. Był to jeden z pierwszych portali informacyjnych w Europie Wschodniej, który umożliwiał czytelnikom komentowanie artykułów. Dzięki temu szybko zyskał popularność. Już w pierwszych miesiącach Delfi miało 20 tysięcy użytkowników. W ciągu czterech lat liczba użytkowników przekroczyła milion. W 2020 roku portal regularnie czytało już ponad 4 miliony osób.
Serwis Delfi jest dostępny w trzech wydaniach krajowych: estońskim, łotewskim i litewskim. Wszystkie trzy odsłony są dostępne również w języku rosyjskim.
Litewska odsłona serwisu oferuje także polską wersję językową (pod domeną pl.delfi.lt). W 2016 r. działalność wydania polskiego została wstrzymana z przyczyn finansowych.

## Patron Uniwersytetu Łotewskiego
Od 2018 roku Delfi jest brązowym patronem Fundacji Uniwersytetu Łotewskiego. Wsparcie jest przyznawane studentom nauk o komunikacji na Wydziale Nauk Społecznych, a także innym studentom komunikacji i dziennikarstwa we wszystkich łotewskich instytucjach szkolnictwa wyższego. W 2018 r. przyznano pierwsze stypendia w wysokości 10 000 EUR. Delfi jest partnerem internetowym i wspiera stypendium społeczne Ceļamaize 2009.